# شایعات (آلبوم)
شایعات (به انگلیسی: Rumours) یازدهمین آلبوم استودیویی گروه راک بریتانیایی-آمریکایی فلیتوود مک است که در ۴ فوریه ۱۹۷۷ توسط وارنر بروز. رکوردز منتشر شد. این آلبوم که عمدتاً در سال ۱۹۷۶ در کالیفرنیا ضبط شد، توسط گروه با همکاری کن کایلات و ریچارد دشات تهیه شد. جلسات ضبط در حالی انجام شد که اعضای گروه با جدایی‌های عاطفی و مصرف سنگین مواد مخدر دست‌وپنجه نرم می‌کردند، مسائلی که بر سبک و اشعار آلبوم تأثیر گذاشت.
شایعات با هدف ساخت «آلبومی پاپ» که موفقیت تجاری آلبوم ۱۹۷۵ فلیتوود مک را گسترش دهد، ترکیبی از سازهای الکتریک و آکوستیک، ریتم‌های آکسان، و هارمونی‌های گیتار و کیبورد را در بر می‌گیرد. اشعار آن نیز بازتابی از روابط شخصی پیچیده و پرتنش اعضای گروه است. انتشار آن به دلیل تأخیر در فرایند میکس به تعویق افتاد. گروه این آلبوم را با تور کنسرت جهانی تبلیغ کرد.
شایعات اولین آلبوم شماره یک گروه در جدول آلبوم‌های بریتانیا شد و همچنین در بیلبورد ۲۰۰ آمریکا به صدر رسید. این آلبوم در استرالیا، کانادا، دانمارک، نیوزیلند، بریتانیا و آمریکا گواهینامه‌های چندین پلاتین دریافت کرد. تا فوریه ۲۰۲۳، شایعات بیش از ۴۰ میلیون نسخه در سراسر جهان فروخته بود و یکی از پرفروش‌ترین آلبوم‌های تاریخ شد. هر چهار تک‌آهنگ آن— «راه خودت را برو»، «رؤیاها»، «متوقف نشو» و «تو عشق‌ورزی را لذت‌بخش می‌کنی» —در میان ۱۰ عنوان برتر جدول بیلبورد هات ۱۰۰ آمریکا جای گرفتند و «رؤیاها» به رتبه اول این جدول رسید. در سال ۲۰۰۴، شایعات بازسازی و بازنشر شد و قطعه اضافی «سیلور اسپرینگز» و بخش‌های حذف‌شده از جلسات ضبط در آن قرار گرفت.
این آلبوم با تحسین گسترده منتقدان همراه بود. منتقدان کیفیت تولید و همنوازی سه خواننده گروه را ستودند و در جوایز گرمی ۱۹۷۸ جایزه آلبوم سال را برد. شایعات که اغلب شاهکار فلیتوود مک و یکی از برترین آلبوم‌های تاریخ محسوب می‌شود، در سال ۲۰۰۳ به تالار مشاهیر گرمی راه یافت. در سال ۲۰۱۷، این آلبوم به دلیل «اهمیت فرهنگی، تاریخی یا زیبایی‌شناختی» توسط کتابخانه کنگره برای حفظ درفهرست ملی ضبط اصوات انتخاب شد. در سال ۲۰۲۰، شایعات در رتبه هفتم فهرست «۵۰۰ آلبوم برتر تمام دوران» مجله رولینگ استون قرار گرفت.